# Danmarks næste klassiker
Danmarks næste klassiker var en dansk tv-konkurrence der skulle finde Danmarks næste møbelklassiker. Series seks afsnit blev vist på DR1 i foråret 2019 og var produceret af Monday Media. Kunstakademiets Designskole var location for afsnittenes indledning og afslutning. Designer Rikke Frost vandt konkurrencen med et børnemøbel.
Efter programmet blev de fem deltageres møbler udstillet ved en særudstilling på Designmuseum Danmark.

## Medvirkende
Designere
- Janus Larsen
- Isabel Ahm
- Rasmus Bækkel Fex
- Kasper Thorup
- Rikke Frost

Dommere
- Anne-Louise Sommer
- Kasper Salto

Vært
- Mette Bluhme Rieck